# André-Marie Gumez

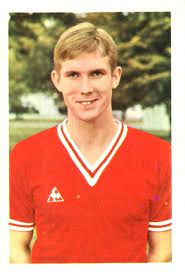

André-Marie Gumez, né le 2 janvier 1950 à Lallaing (Nord), est un footballeur français évoluant comme défenseur dans les années 1970.

## Biographie
Alors joueur à Montigny, André Marie Gumez est recruté par l'US Valenciennes-Anzin. Il dispute cinq rencontres de première division en 1969-1970. Lors de la vingtième journée à Angoulême, il marque contre son camp dès la première minute et ne peut empêcher le lourd revers (6-1). Gumez joue dix rencontre la saison suivante.
À partir de 1973, Gumez évolue au sein de l'Amicale de Lucé en Division 3. Au terme de la saison 1975-1976, l’équipe obtient la montée en seconde division où Gumez fair partie de l'équipe-type et dispute 33 rencontres pour un but marqué.
André-Marie rejoint ensuite le Sporting Club de Douai avec qui il obtient la montée en Division 3 en 1977.

## Statistiques
| Saison                | Club                  | Championnat           | Championnat | Championnat | Coupe(s) nationale(s) | Coupe(s) nationale(s) | Total | Total |
| Saison                | Club                  | Division              | M.          | B.          | M.                    | B.                    | M.    | B.    |
| 1969-1970             | US Valenciennes-Anzin | D1                    | 5           | -           | 1                     | -                     | 6     | 0     |
| 1970-1971             | US Valenciennes-Anzin | D1                    | 10          | -           | -                     | -                     | 10    | 0     |
| 1971-1972             | ?                     | ?                     | -           | -           | -                     | -                     | 0     | 0     |
| 1972-1973             | ?                     | ?                     | -           | -           | -                     | -                     | 0     | 0     |
| 1973-1974             | Amicale de Lucé       | D3                    | -           | -           | 1                     | -                     | 1     | 0     |
| 1974-1975             | Amicale de Lucé       | D3                    | -           | -           | -                     | -                     | 0     | 0     |
| 1975-1976             | Amicale de Lucé       | D3                    | -           | -           | -                     | -                     | 0     | 0     |
| 1976-1977             | Amicale de Lucé       | D2                    | 33          | 1           | -                     | -                     | 33    | 1     |
| 1977-1978             | ?                     | ?                     | -           | -           | -                     | -                     | 0     | 0     |
| 1978-1979             | ?                     | ?                     | -           | -           | -                     | -                     | 0     | 0     |
| 1979-1980             | SC Douai              | D3                    | -           | -           | 1                     | -                     | 1     | 0     |
| Total sur la carrière | Total sur la carrière | Total sur la carrière | 48          | 1           | 3                     | 0                     | 51    | 1     |